# Ocneria
Ocneria é um gênero de traça pertencente à família Arctiidae.